# Oswald Croll
Oswald Croll (latinizado Oswaldus Crollius; Wetter, Hesse, ca. 1563 – Praga, 25 de dezembro de 1609) foi um médico alemão, farmacêutico e alquimista e professor de medicina na Universidade de Marburg, em Hesse, Alemanha. Um forte defensor da alquimia e usando química na medicina, ele estava fortemente envolvido na escrita de livros e influenciando os pensadores de sua época a ver a química e a alquimia como dois campos separados.

## Biografia

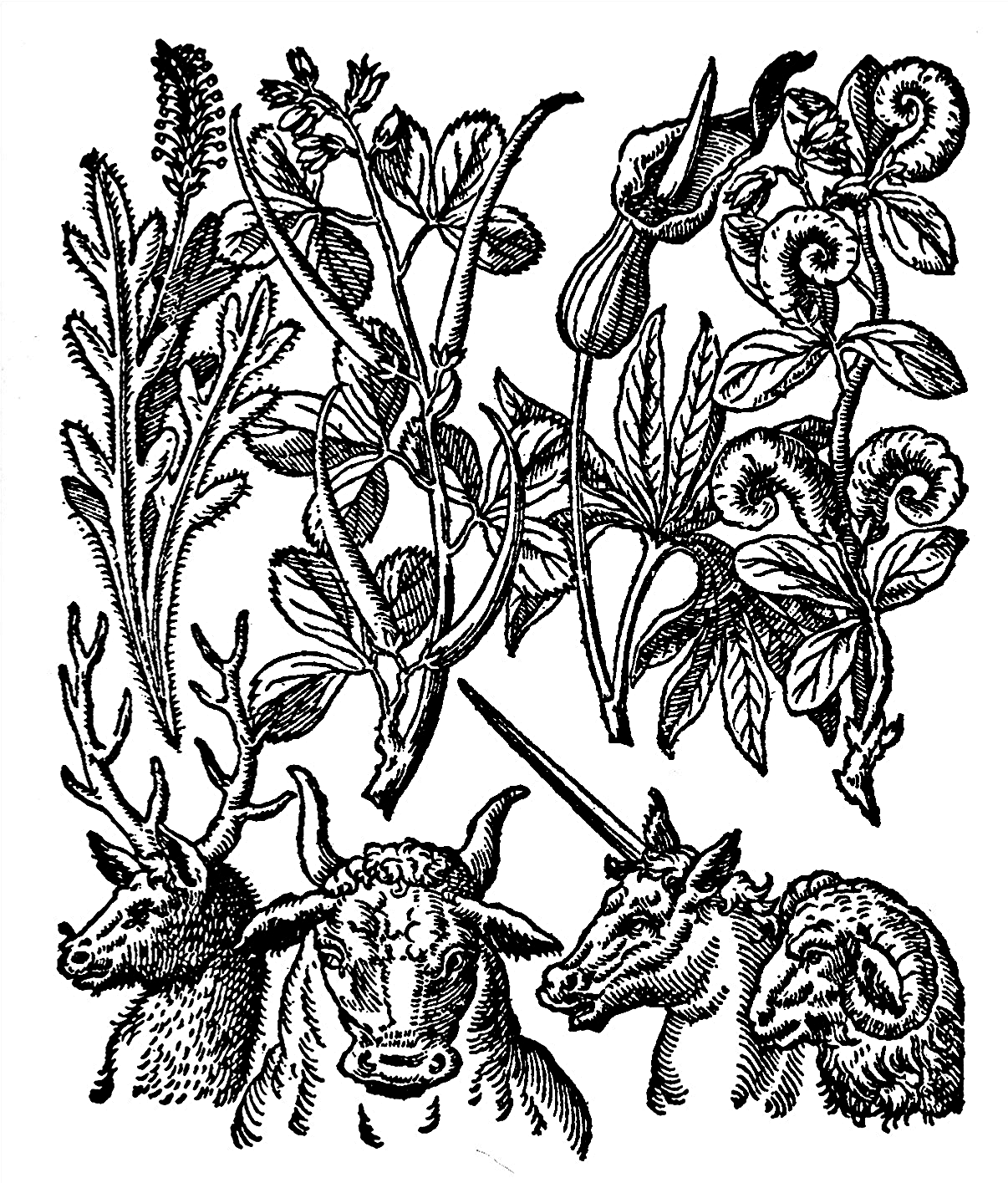
Simpatias entre plantas e animais (xilogravura concebidas por Giambattista della Portas, séc. XVI

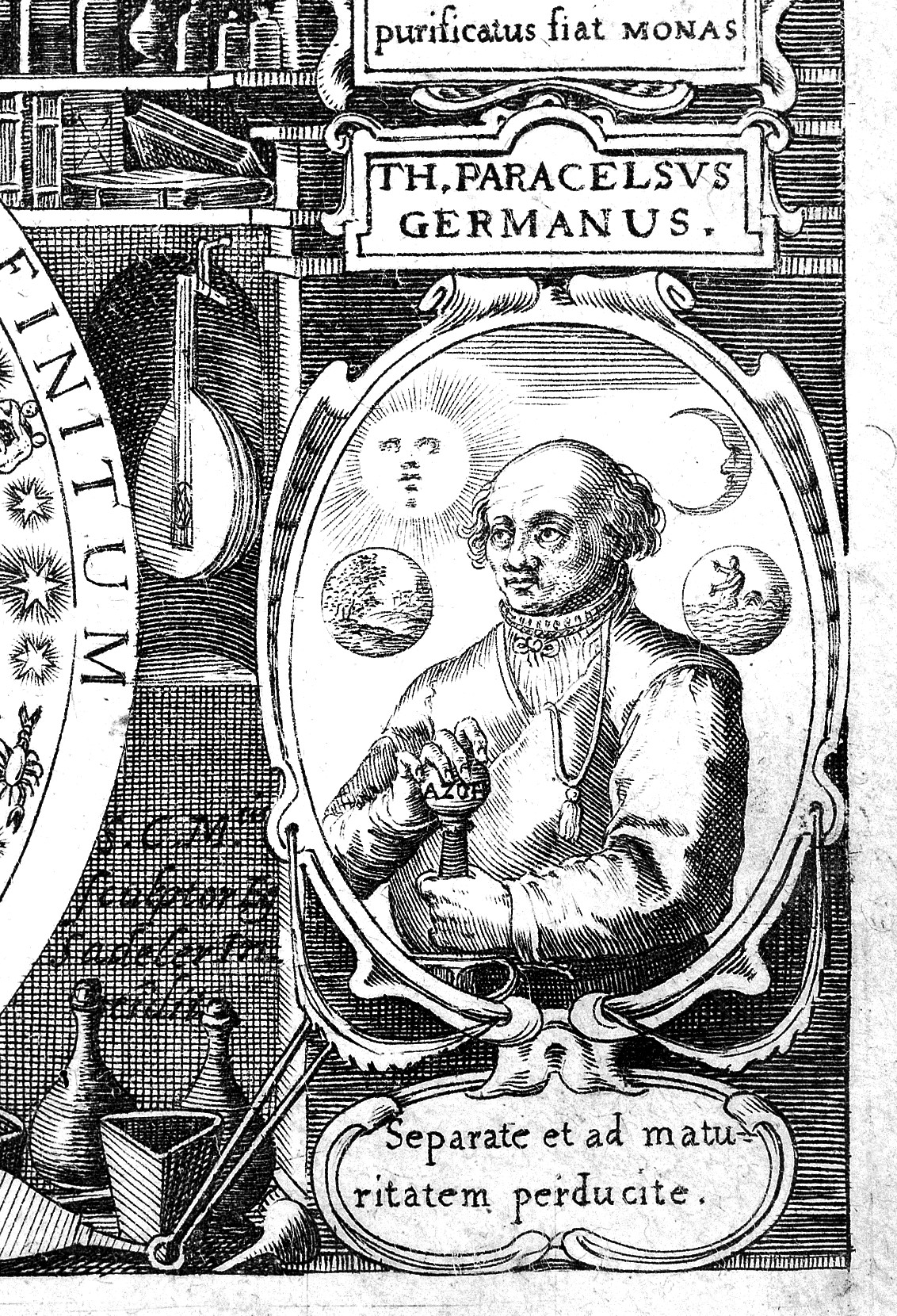
Retrato de Paracelsus, detalhe da página de rosto da Basilica de Oswald Croll

Croll era o filho do prefeito de Wetter, frequentou a Escola Colegial e estudou, a partir de 1576, em Heidelberg, obtendo depois o doutorado de medicina em Marburgo) em 1582, depois ele continuou seus estudos em Heidelberg, Estrasburgo e Genebra. Depois disso, em 1583-1590, foi com a família para d'Esnes em Lyon. De 1593-1597 ele foi tutor do conde Maximilian von Pappenheim. O conde por esta época era estudante de Tübingen e Heidelberg. Ambos empreenderam um Grand Tour pela França (Paris) e Itália (Nápoles). Oswaldo visitou também a Alemanha, Hungria e a Polónia. Foi numa dessas viagens que Giambattista della Porta teve contato com um de seus livros - a ele dedicado). A partir do ano de 1593, Oswald, a partir de 1897, exerceu a medicina em Brünn e Praga, onde permaneceria por dois anos. Em 1598 ele foi médico pessoal do príncipe Cristiano I governador do Alto Palatinado e conselheiro do príncipe Frederico IV, que o apoiou como um alquimista e farmacêutico e encarregou-o de uma missão diplomática. Sua principal obra é a Basilica Chymicaé dedicada ao príncipe. Em Praga, ele também aconselhou o Imperador Rodolfo II, que mantinha um laboratório alquímico. Através de Rodolfo II, ele entrou em contato com outros escritores alquimistas como Edward Kelley. Ele manteve também relações de interesse em química com o magnata Peter Wok von Rosenberg, que também financiou a impressão do seu trabalho principal no ano de sua morte. Em 1607 ele visitou os Rosenbergs em Wittingau.
Sua propriedade, incluindo uma caixa de livros de conteúdo oculto, chegou à posse de Rodolfo II.
Ele era um seguidor e praticante da Iatroquímica, na tradição de Paracelso, que ele, em sua Grande Obras, publicada pela primeira vez em 1608, denominada "Basilica Chymica" ("Basílica Química"), auto-descrito como contendo uma descrição filosófica, confirmada pela experiência dos próprios trabalhos de Croll, e aplicação dos melhores remédios químicos extraídos da luz da natureza e da graça. e com regras para a produção de drogas. É um grande resumo de suas pesquisas, métodos de preparação e estudos em medicina química ou iatroquímica.
Outro livro, publicado em 1609, foi dedicado à "Signaturenlehre" / "De signatura rerum" (doutrina de assinaturas). Alguns dos trabalhos publicados neste livro impulsionaram a compreensão e o reconhecimento de compostos químicos e valor medicinal de ervas e outros processos apresentados pela primeira vez por Paracelso. Também discutiu assuntos como remédios compostos, organização química e atuou como uma introdução à química nos últimos anos. O segundo livro abordava a relação da alquimia e da química com outros campos da ciência, especialmente a botânica, sugerindo o uso da doutrina das assinaturas para determinar a propriedade médica das plantas. Este livro foi largamente usado pela Iatroquímica nos círculos acadêmicos. Ele primeiro utilizou o ácido succínico como uma droga (sal âmbar), o uso de Vitriol weinstein (Tártaro vitriolatus) e cloreto de mercúrio como ensinado (calomelano, incluindo a sífilis), que descreve como a cair de cloreto de prata a partir de soluções e síntese de éter (a partir de álcool e ácido sulfúrico) e a sua utilização como um remédio. Ele também descreveu o ouro potável.
Croll morreu repentinamente em 1609. Sua reputação e influência cresceram após sua morte, e foi notada por Robert Burton em sua Anatomia da Melancolia. Em 1618, Croll foi considerado um dos heróis de alquimia em Johann Daniel Mylius Basilica Philosophica (1618 - Opus Medico-Chymicum, 3.º livro). Um selo emblemático dedicado a ele aparece neste trabalho ao lado do lema.
Ele era um protestante (possivelmente um calvinista). Seu irmão Johannes, pastor em Kaiserslautern e Koblenz, converteu-se ao catolicismo; seu irmão Porfírio, um advogado, quase foi queimado como herege em Paris.

Oswald Croll de Wetter, Discípulo dos Filósofos: Este conhecimento nada mais é do que os segredos de sábios mestres e filósofos.

## Obras
- Basilica Chymica. Contém a experiência própria do trabalho filosófico e uma descrição confirmada pelo uso dos remédiosselecionados quimicamente à luz da graça e da natureza desintoxicante, Frankfurt 1609 com pontos de Giles Sadeler e poemas de Paul Melissus e Westonia (18 corridas até 1658, entre outras coisas, Genebra 1643, 1658, tradução francesa: la chimie royale , 1622; também traduzido em Inglês e Alemão).
- A assinatura das coisas internas, 1609 (em alemão) 1623)

### Estudos alquimistas
Croll acreditava que a química e a alquimia eram duas metades de um campo estreitamente relacionado, da mesma forma que a química orgânica e inorgânica se relacionam. Ele usou a estrutura das obras de Parcelso para organizar suas crenças sobre as relações geometricamente importantes entre várias formas de matéria e reações alquímicas, de retângulos a megagons.
- La royalle Chymie de Crollius. Lyon: Drobet, 1624 Edição digital pela Biblioteca Estadual de Düsseldorf
- Oswaldi Crollii Basilica chymica: Aprovada pela maioria do seleto e mais secreto por seu próprio trabalho manual e experiência descritiva, e o uso de medicamentos químicos selecionados. Genevae: Chouet, 1643 Edição digital / 1658 Edição digital pela Universidade e Biblioteca Estadual de Düsseldorf